# 萨谢城堡

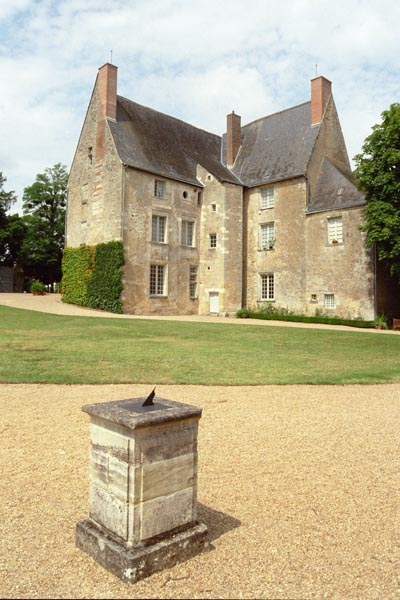
萨谢城堡

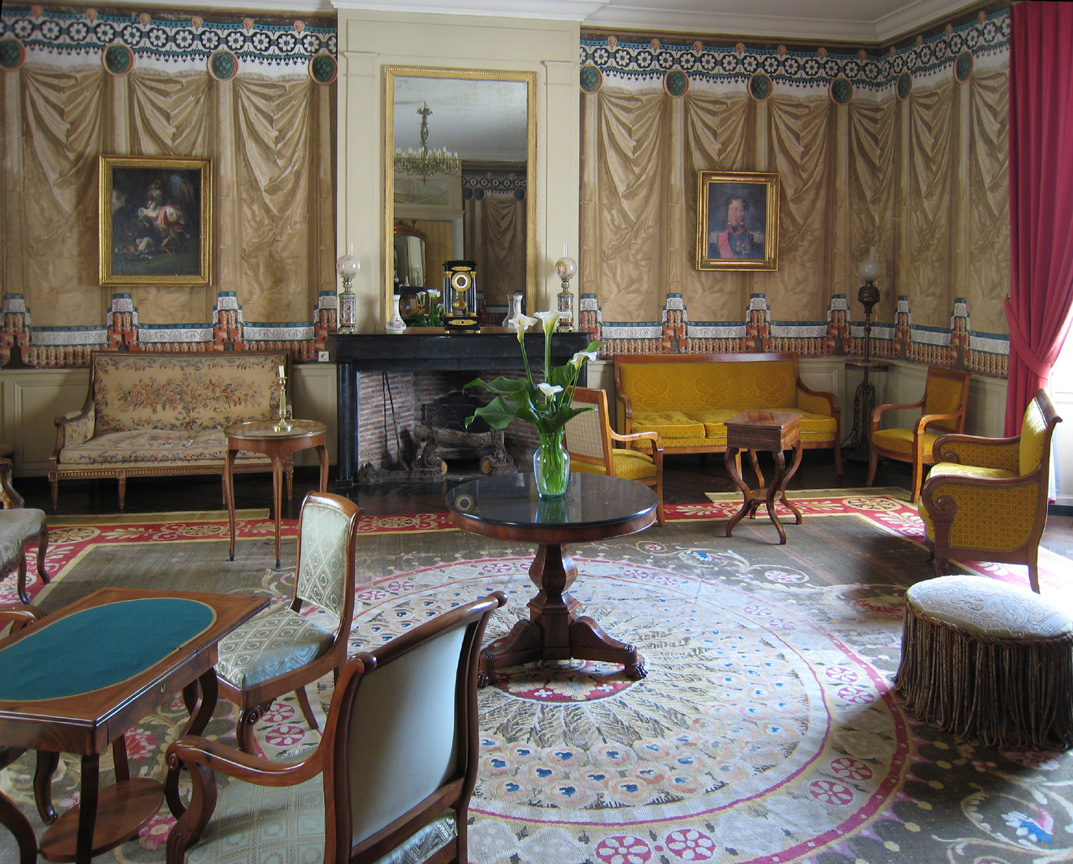
Grand parlor

萨谢城堡（Château de Saché）是一座作家故居博物馆，设于一座由中世纪城堡改造而成的房屋内，位于法国安德尔-卢瓦尔省西南部希农区的一个市镇萨谢。1830年至1837年间，法国作家巴尔扎克创作了许多《人间喜剧》的系列小说，试图反映当时法国社会的方方面面。
这座城堡的主人让•德•马贡（Jean de Margonne），是巴尔扎克的朋友，也是他母亲的情人，二人生了一个孩子。作家经常在这里呆很长时间，远离在巴黎动荡的生活，每天写作14到16个小时。晚饭后，他会睡几个小时，半夜醒来，写到早上，靠大量的咖啡维持。
1951年以来，城堡一直作为一个纪念巴尔扎克的博物馆开放。他在二楼的小卧室里有一张简单的床和一张写字台，在那里他塑造了许多经常饱受折磨的角色。
这座城堡是在一座十二世纪建筑的基础上改造的，保留了圆柱塔楼和干涸的护城河。该建筑在16世纪至18世纪先后进行了改造。1983年列为法国历史遗迹。